# Макс Фасмер
Макс Фасмер (рус. Максимилиан Романович Фасмер) је један од најистакнутијих слависта и лингвиста 20. века. Аутор радова који су оцијењени као висока научна достигнућа у области лингвистике.
Водио је делегацију Трећег рајха у Прагу на Првом лингвистичком конгресу. Превео је на немачки први "Историја бугарског језика" 1929. године, који преноси развој језика солунских Словена на Ћирила и Методија за миленијум до почетка 20. века.
Посебно се занима за грчки језик. Долази са јединственом студијом - "Словени у Грчкој". 